# Lionel Tollemache (4e comte de Dysart)
Pour les articles homonymes, voir Tollemache.
Lionel Tollemache, 4e comte de Dysart (1er mai 1708 - 10 mars 1770), appelé Lord Huntingtower de 1712 à 1727, est un noble écossais.

## Biographie
Le père de Lionel, lui aussi appelé Lionel, est décédé en 1712 avant son père Lionel Tollemache (3e comte de Dysart). À la mort de ce dernier en 1727, Lionel hérite du comté et de cinq domaines principaux: Ham House à Surrey, Helmingham Hall dans le Suffolk, Harrington et Bentley dans le Northamptonshire, et 20 000 acres dans le Cheshire. L'année suivante, il part en Grand Tour.

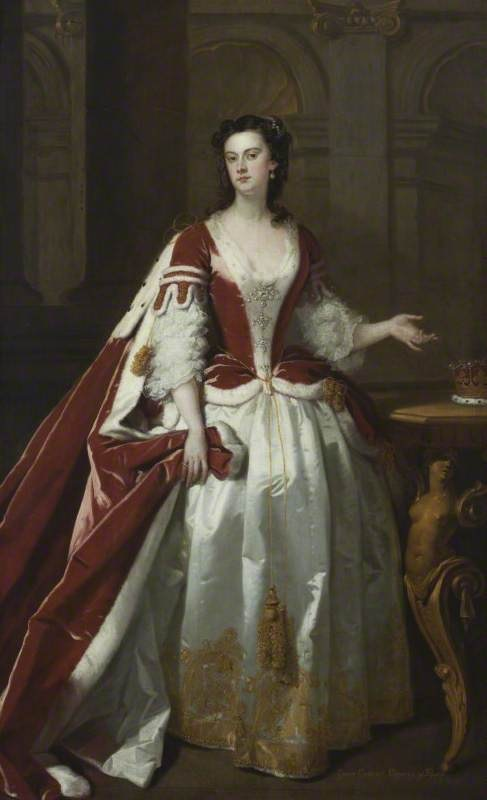
Lady Grace Carteret, comtesse de Dysart, 1737, par John Vanderbank le Jeune (1694-1739)

En 1729, il est élu haut-commissaire d'Ipswich, poste qu'il occupe pendant 41 ans. Toujours en 1729, il épouse Grace Carteret (1713-1755 St James's), fille de John Carteret, 2e comte Granville, avec qui il a seize enfants, dont neuf n'atteignirent pas l'âge de 17 ans: 
- Un fils, Lord Huntingtower (né et décédé le 21 mai 1730)
- Lionel Tollemache, Lord Huntingtower (15 mars 1731-16 mars 1731)
- Grace Tollemache (9 avril 1732 - 10 mai 1736)
- Harriet Tollemache (décédée le 2 août 1733)
- Lionel Tollemache (5e comte de Dysart) (1734-1799)
- Mary Tollemache (12 mars 1736 - 14 mars 1736)
- Un fils (né le 24 juin 1737, décédé jeune)
- Frances Tollemache (vers 1738 - 18 décembre 1807)
- Wilbraham Tollemache (6e comte de Dysart) (1739-1821)
- Un fils (né le 7 octobre 1740, décédé jeune)
- Catherine Tollemache (1741-24 mai 1751)
- George Tollemache (14 mars 1744 - 13 novembre 1760), rejoint la Royal Navy et s'est noyé lors d'un voyage à Lisbonne après être tombé d'un mat du HMS Modeste .
- Louisa Tollemache (7e comtesse de Dysart) (en) (1745-1840), épousa John Manners en 1766
- John Tollemache (30 mars 1750 - 25 septembre 1777), épouse Bridget Henley, fille de Robert Henley (1er comte de Northington), le 3 décembre 1773, et a un fils. Le capitaine du HMS Zebra, Tollemache est tué dans un duel à New York avec le lieutenant-colonel Pennington sur un sonnet écrit par ce dernier, reflétant l'esprit de Lady Bridget.
  - Le fils de John, Lionel Robert Tollemache (10 novembre 1774 - 14 juillet 1793), est adopté officieusement par son oncle sans enfant, Lionel, après la mort de John. Enseigne dans les Coldstream Guards le 28 janvier 1791, il est tué au siège de Valenciennes, sans descendant [2].
- Jane Tollemache (1750 - 28 août 1802), épouse John Delap Halliday (décédée le 24 juin 1794) le 23 octobre 1771[3] et se remarie à David George Ferry le 24 mars 1802
- William Tollemache (22 février 1751-16 décembre 1776), lieutenant du HMS Repulse, perdu avec le navire dans un ouragan au large des Bermudes

En 1743, il est fait chevalier du chardon. Il était apparemment très parcimonieux envers son fils aîné, qui épouse Charlotte Walpole en 1760 à l'insu de son père.
Grace, Lady Dysart, est décédée dans la nouvelle maison du comte à New Burlington Street, St James's. Dysart est décédé en 1770, à l'âge de 72 ans et est enterré à Helmingham. Il est remplacé comme comte par son fils aîné, Lionel qui n'a érigé aucun mémorial à l'un des parents et n'a laissé aucun enfant légitime. Le titre est passé pendant huit ans au fils survivant suivant, Wilbraham, qui a survécu à sa sœur aînée sans enfant, puis est passé à la deuxième des trois filles survivantes qui a hérité du titre après ses frères et est décédée à l'âge de 95 ans.